# 葡萄球菌黄素
葡萄球菌黄素（英語：Staphyloxanthin）是一种由一些金黄色葡萄球菌菌种制造的类胡萝卜素。这种色素给了金黄色葡萄球菌它的颜色。

## 在金黄色葡萄球菌内的作用

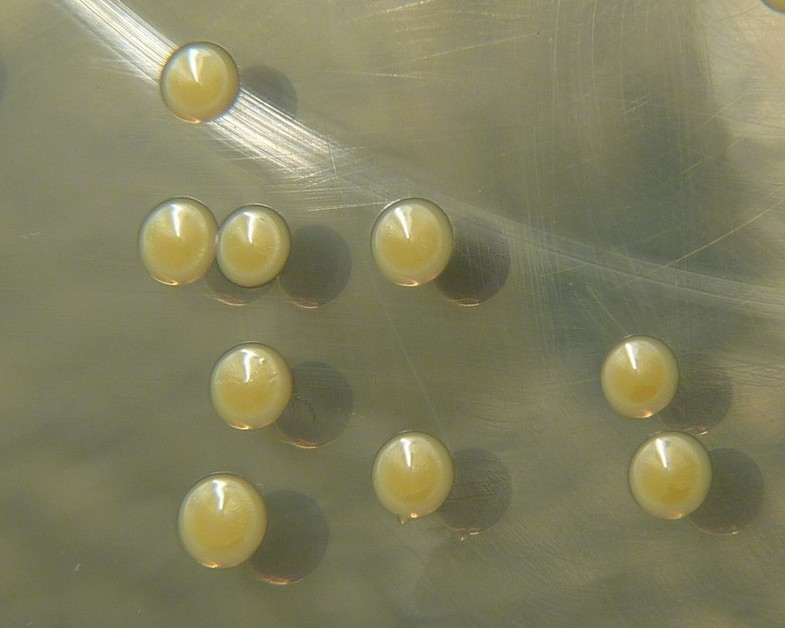
葡萄球菌黄素使在琼脂上生长的金黃色葡萄球菌拥有金黄色

葡萄球菌黄素在金黄色葡萄球菌的感染中扮演了重要的角色。作为一种抗氧化剂，它保护金黄色葡萄球菌免于被白细胞释放的活性氧杀死。
一些药物可以抑制金黄色葡萄球菌制造葡萄球菌黄素并且可以使金黄色葡萄球菌容易被抗生素杀灭。事实上，由于葡萄球菌黄素和人类胆固醇的合成有相似的步骤，所以降低胆固醇的药物和治疗方法也可以阻止细菌制造葡萄球菌黄素。